# Brattfors socken
Brattfors socken i Värmland ingick i Färnebo härad, ingår sedan 1971 i Filipstads kommun och motsvarar från 2016 Brattfors distrikt.
Socknens areal är 219,00 kvadratkilometer varav 199,05 land. År 2000 fanns här 524 invånare. Det tidigare järnbruket och kyrkbyn Brattforshyttan med sockenkyrkan Brattfors kyrka ligger i socknen.   

## Administrativ historik
Socknen bildades 1661 genom en utbrytning ur Nyeds socken för att fram till 1770 vara en kapellförsamling till Färnebo församling. 
Vid kommunreformen 1862 övergick socknens ansvar för de kyrkliga frågorna till Brattfors församling och för de borgerliga frågorna bildades Brattfors landskommun. Landskommunen uppgick 1952 i Värmlandsbergs landskommun som 1971 uppgick i Filipstads kommun. Församlingen uppgick 2010 i Filipstads församling.
1 januari 2016 inrättades distriktet Brattfors, med samma omfattning som församlingen hade 1999/2000.
Socknen har tillhört län, fögderier, tingslag och domsagor enligt vad som beskrivs i artikeln Färnebo härad.

## Geografi
Brattfors socken ligger väster om Filipstad kring Svartån och Lungälven samt sjöarna Lungen och Alstern. Socknen är en kuperad moss- och sjörik skogsbygd.

## Fornlämningar
Boplatser från stenåldern har påträffats. Från bronsåldern finns gravrösen.

## Namnet
Namnet skrevs 1540 Brattefors hytte och avsåg då hyttan som socknen fått sitt namn av. Förleden bratt, 'brant' syftar på en brant fors i Lungälven.

## Befolkningsutveckling
| Befolkningsutvecklingen i Brattfors socken 1780–1990                                                     | Befolkningsutvecklingen i Brattfors socken 1780–1990 | Befolkningsutvecklingen i Brattfors socken 1780–1990 | Befolkningsutvecklingen i Brattfors socken 1780–1990 | Befolkningsutvecklingen i Brattfors socken 1780–1990 |
| --- | ---------------------------------------------------- | ---------------------------------------------------- | ---------------------------------------------------- | ---------------------------------------------------- |
| |                                                      |                                                      |                                                      |                                                      |
| År |                                                      |                                                      | Folkmängd                                            |                                                      |
| 1780 | 1780                                                 |                                                      | 921                                                  |                                                      |
| 1790 | 1790                                                 |                                                      | 985                                                  |                                                      |
| 1800 | 1800                                                 |                                                      | 995                                                  |                                                      |
| 1810 | 1810                                                 |                                                      | 941                                                  |                                                      |
| 1820 | 1820                                                 |                                                      | 1 047                                                |                                                      |
| 1830 | 1830                                                 |                                                      | 1 135                                                |                                                      |
| 1840 | 1840                                                 |                                                      | 1 209                                                |                                                      |
| 1850 | 1850                                                 |                                                      | 1 351                                                |                                                      |
| 1860 | 1860                                                 |                                                      | 1 495                                                |                                                      |
| 1870 | 1870                                                 |                                                      | 1 627                                                |                                                      |
| 1880 | 1880                                                 |                                                      | 1 638                                                |                                                      |
| 1890 | 1890                                                 |                                                      | 1 470                                                |                                                      |
| 1900 | 1900                                                 |                                                      | 1 305                                                |                                                      |
| 1910 | 1910                                                 |                                                      | 1 459                                                |                                                      |
| 1920 | 1920                                                 |                                                      | 1 222                                                |                                                      |
| 1930 | 1930                                                 |                                                      | 1 142                                                |                                                      |
| 1940 | 1940                                                 |                                                      | 1 066                                                |                                                      |
| 1950 | 1950                                                 |                                                      | 1 018                                                |                                                      |
| 1960 | 1960                                                 |                                                      | 911                                                  |                                                      |
| 1970 | 1970                                                 |                                                      | 617                                                  |                                                      |
| 1980 | 1980                                                 |                                                      | 612                                                  |                                                      |
| 1990 | 1990                                                 |                                                      | 574                                                  |                                                      |
| Anm: Källor: Umeå universitet - Tabellverket 1749-1859, Demografiska databasen, CEDAR, Umeå universitet. |                                                      |                                                      |                                                      |                                                      |